# Enfermedad de Camurati-Engelmann
La enfermedad de Camurati-Engelmann es un trastorno genético autosómico dominante, muy raro que provoca anomalías características en el esqueleto. También se conoce como displasia diafisaria progresiva. Es una forma de displasia.[3] Los pacientes suelen tener huesos muy engrosados, especialmente a lo largo de los ejes de los huesos largos (llamado displasia diafisaria). Los huesos del cráneo pueden estar engrosados de manera que los pasajes que atraviesan el cráneo y transportan nervios y vasos sanguíneos se estrechan, lo que puede provocar déficits sensoriales, ceguera o sordera.
Esta enfermedad suele aparecer en la infancia y se considera hereditaria. Sin embargo, 
muchos pacientes no tienen antecedentes de CED en su familia. La enfermedad progresa 
lentamente y aunque no tiene cura, existe tratamiento. [cita requerida] Se nombra así por M. Camurati y G. Engelmann.[4]
| La enfermedad de Camurati-Engelmann es una afección genética que afecta principalmente a los huesos. Las personas con esta enfermedad presentan una mayor densidad ósea, especialmente en los huesos largos de brazos y piernas. En algunos casos, también se ven afectados el cráneo y los huesos de la cadera. |

## Signos y síntomas
Los pacientes con CED sienten dolor óseo crónico en las piernas o los brazos, debilidad muscular (miopatía) y tienen dificultades para mantener el equilibrio al caminar. Otros problemas clínicos relacionados con la enfermedad incluyen un aumento de la fatiga, debilidad, espasmos musculares, dolor de cabeza, dificultad para ganar peso y retraso en la pubertad. Algunos pacientes presentan una tibia anormal o ausente, y pueden desarrollar pie plano o escoliosis. [1]
Esta enfermedad también puede provocar un endurecimiento anormal de los huesos, lo que se conoce como esclerosis. Este endurecimiento puede afectar los huesos en la base del cráneo o aquellos en las manos, los pies, o la mandíbula. Esto provoca dolor constante y molestias en las partes del cuerpo afectadas. El dolor se ha descrito como un dolor punzante eléctrico y ardiente, una sensación de presión creciente alrededor de los huesos (especialmente antes de las tormentas eléctricas) o como un dolor constante que irradia a través de varios huesos largos al mismo tiempo. También puede haber dolor en las caderas, las muñecas, las rodillas y otras articulaciones cuando se bloquean (a menudo volviéndose muy rígidas, inmóviles y adoloridas), especialmente al subir o bajar escaleras, escribir durante periodos prolongados de tiempo o durante meses más fríos del año. Las personas que padecen la enfermedad suelen tener un andar muy característico, diagnosticado médicamente como el «andar de pato». Esto se observa en la marcha de base ancha con un balanceo similar al de un pato en la fase de balanceo, la pelvis cae hacia el lado de la pierna que se levanta, una notable curvatura hacia delante de la columna lumbar y marcado balanceo del cuerpo.
El dolor es especialmente severo durante un brote, el cual puede ser impredecible, agotador y durar desde unas pocas horas hasta varias semanas. Esto es algo común en varios pacientes con CED, a menudo causando miopatía y una privación de sueño extensiva debido al dolor crónico, severo, e incapacitante. Los pacientes pueden incluso necesitar el uso de una silla de ruedas (o la ayuda adicional de un cuidador para vestirse, ducharse, desplazarse o ir de compras, preparar comidas o levantar objetos pesados), especialmente cuando están postrados en cama o confinados en casa durante días o semanas a la vez. Los brotes pueden atribuirse o empeorar debido a los picos de crecimiento, el estrés, el agotamiento, el ejercicio, estar de pie o caminar por demasiado tiempo, enfermedades, infecciones, golpes/lesiones accidentales, después de cirugías o anestesia, el clima frío, tormentas eléctricas y cambios repentinos en la presión barométrica.[cita médica necesaria]
El CED también puede afectar los órganos internos, el hígado y el bazo, los cuales pueden volverse agrandados.[cita médica necesaria] Puede ocurrir una pérdida de visión o audición si los huesos se ven afectados negativamente por el endurecimiento en el cráneo. Por lo tanto, se recomienda realizar chequeos preventivos con especialistas, radiografías, pruebas diagnósticas y exámenes, y análisis de sangre regulares de manera anual para monitorear el crecimiento óseo del CED y los problemas médicos secundarios que pueden surgir debido a esta condición. 

## Causa
La enfermedad de Camurati-Engelmann es causada por mutaciones autosómicas dominantes en el gen TGFB1, localizado en el cromosoma 19q13. 

## Diagnóstico

### Clasificación
Existen dos formas:
- El tipo 1 está asociado con TGFB1 [7]
- El tipo 2 no está asociado con TGFB1 [8]

La enfermedad de Camurati-Engelmann tipo 1 se asocia con un error en la proteína TGFB1. Los individuos afectados comparten un haplotipo entre D19S881 y D19S606. [10] El gen TGF-B1 codifica la proteína TGFB1, ubicada en el cromosoma 19q13.1-13.3. [11] Esta proteína cumple una multitud de funciones, entre ellas, regular la actividad de los osteoblastos y osteoclastos, lo que reduce la reabsorción ósea y aumenta la formación de hueso. [12] Una serie de mutaciones en el exón 4, cerca del terminus carboxilo del péptido asociado a la latencia, o LAP, pueden afectar estas funciones. [13] TGFB1 se expresa de forma latente y madura mediante cambios conformacionales en B1-LAP. [12] Estas mutaciones pueden provocar una acumulación de TGFB1 madura en los fibroblastos mutantes R218H. Los fibroblastos, que crean colágeno y la matriz extracelular, sugieren que la mutación R218H provoca una disociación entre TGFB1 madura y B1-LAP. [12] Las mutaciones en las regiones LLL12-13ins y Y81H reducen la secreción de TGFB1, lo que ocasiona una acumulación intracelular de TGFB1. [14]
La enfermedad de Camurati-Engelmann tipo 2 aún es especulativa, sin evidencia clara que respalde su existencia. Existen muchas similitudes entre el tipo 2 del CED y la hiperostosis generalizada con estrías óseas (HGS), con algunos especulando que son dos variaciones fenotípicas de la misma enfermedad.[15]

## Tratamiento
La enfermedad de Camurati-Engelmann tiene tratamientos disponibles. En algunos casos, se usan glucocorticosteroides, que son agentes antiinflamatorios e inmunosupresores. Este tipo de medicamento mejora la fortaleza ósea, aunque puede provocar varios efectos secundarios. En varios informes, se describe un tratamiento exitoso con glucocorticoides, ya que ciertos efectos secundarios pueden beneficiar a una persona con CED. Este medicamento alivia el dolor y la fatiga, además de corregir algunas anormalidades radiográficas. [16]
Tratamientos alternativos como masajes, técnicas de relajación (meditación, aceites esenciales, baños de spa, musicoterapia, etc.), estiramientos suaves y, especialmente, la terapia de calor, se han utilizado con éxito en cierta medida en conjunto con medicamentos para el dolor. La mayoría de los pacientes con CED requieren algún tipo de analgésico, relajante muscular o medicamentos inductores del sueño para manejar el dolor, especialmente si experimentan brotes frecuentes o severos (por ejemplo, durante el invierno). [17]

## Personas notables
- John Belluso, guionista del programa de televisión de CBS Ghost Whisperer, usó una silla de ruedas desde los 13 años debido al síndrome de Camurati-Engelmann. Falleció el 10 de febrero de 2006, a la edad de 36 años, en la ciudad de Nueva York. [cita requerida]